# La Vallée des bannis
La Vallée des bannis est la centième histoire de la série Spirou et Fantasio de Tome et Janry. Elle est publiée pour la première fois dans Spirou du no 2672 au no 2686.

## Univers

### Synopsis
Emportés par un torrent en furie au cours de leur expédition au Touboutt-Chan (cf. La Frousse aux trousses), Spirou et Fantasio reprennent conscience dans l'environnement peuplé de créatures étranges de la Vallée des Bannis, but de leur expédition. Émergeant d'une caverne dont l'entrée est marquée par une colossale tête de mort sculptée dans la roche, Spirou se fait une injection de détoxile (solution antitoxine) pour soulager son genou blessé.
Quelques instants plus tard, Fantasio est victime d'une piqûre du Furax Volans, un moustique porteur d'un virus qui rend fou furieux : l'hostiliase furiasis. Fantasio perd la raison et devient alors agressif et violent, s'attaquant à Spirou au motif que celui-ci récolte toujours les honneurs et Fantasio les seconds rôles. Heureusement Spip surgit et mord l'agresseur avant qu'il ne frappe. Fantasio tombe à l'eau et s'évanouit dans la nature. Résigné, Spirou se lance dans l'exploration de la région avec Spip pour seul compagnon.
Poursuivant ses observations, il découvre un point de vue d'ensemble sur la vallée révélant des falaises infranchissables mais aussi une fumée au milieu de la jungle. Marchant en direction de celle-ci, il aperçoit les vestiges de la cabane des explorateurs Adrien Maginot et Günter Siegfried. La tombe de Siegfried à l'extérieur et ce qu'il pense être le cadavre de Maginot dans la cabane l'informent sur le sort funeste des deux disparus. Le carnet de notes scientifiques de Maginot recèle cependant de précieuses indications sur l'étrange faune locale et renseigne sur la maladie transmise par le terrible moustique à l'origine de la disparition du peuple Boutchiks, jadis exilé de force dans la Vallée.
Fantasio réapparait alors et précipite Spirou dans une cavité et y boute le feu, ce qui contraint Spirou à s'y enfoncer pour échapper aux flammes. Ce dernier découvre alors sculptures et peintures rupestres ainsi que la sépulture vide du Seigneur Malabar le grand, témoins de la tragique histoire des Boutchiks. 
Soudain sa torche s'éteint et il entend d'inquiétants ronflements. S'éclairant avec une allumette, il voit surgir Fantasio qui tente à nouveau de l'agresser. Une nouvelle bagarre tourne au désavantage de Spirou mais une ombre mystérieuse intervient et assomme Fantasio.
Spirou et Fantasio se retrouvent le lendemain matin affalés contre l'arbre de leur point de départ. Spirou évite de peu l'attaque du funeste moustique puis prend la décision de remonter le torrent depuis la caverne de leur arrivée. Après de multiples péripéties, l'issue parait en vue, et Fantasio, un moment tenté de noyer son compagnon recouvre ses esprits dans un instant de lucidité.
Ils finissent donc par reprendre connaissance dans un hôpital de Bénarès. Spirou y apprend qu'il n'est jamais devenu fou grâce à l'injection de détoxile prise pour soigner son genou. Fantasio est lui aussi indemne mais partiellement amnésique. Pour eux, le Vallée des Bannis demeurera une énigme.
Le lecteur apprend pourtant que l'ombre mystérieuse et salvatrice était le vieil Adrien Maginot ne se résignant pas à quitter la Vallée des Bannis sans son ami Siegfried qui, contrairement à lui, n'a pas survécu. Quant à la momie aperçue dans la cabane, confondue par Spirou avec ses restes, c'est celle du Seigneur Malabar que l'explorateur avait "adopté" pour tromper sa solitude.

### Personnages
- Spirou
- Fantasio
- Spip
- Adrien Maginot (première apparition)

### Clins d'œil humoristiques
Les noms des personnages Adrien Maginot et Günter Siegfried font référence à la ligne Maginot et à la ligne Siegfried.

## Historique
Le scénario des aventuriers portés disparus rappelle beaucoup le destin de Philippe de Dieuleveult décédé en 1985 et de Raymond Maufrais dont un portrait avait été notamment dressé dans un numéro du magazine Spirou en 1952.

## Publication

### Revues
- Publié pour la première fois dans le journal de Spirou du no 2672 au no 2686.

## Adaptation
- Cet album fut adapté en 1992 dans la série animée Spirou.
- L'un des niveaux du jeu vidéo Spirou par Infogrames est basé sur la Vallée des bannis.